# Ngân Sơn
Ngân Sơn là một huyện nằm ở phía đông bắc tỉnh Bắc Kạn, Việt Nam.

## Địa lý

### Vị trí địa lý
Huyện Ngân Sơn nằm ở phía đông bắc tỉnh Bắc Kạn, có vị trí địa lý:
- Phía đông giáp huyện Thạch An, tỉnh Cao Bằng
- Phía tây giáp huyện Ba Bể
- Phía nam giáp huyện Bạch Thông và huyện Na Rì
- Phía bắc giáp huyện Nguyên Bình, tỉnh Cao Bằng.

Huyện có diện tích 644,4 km² và dân số là 29.269 người (năm 2019). Huyện lỵ của huyện là thị trấn Vân Tùng trên Quốc lộ 3, cách thành phố Bắc Kạn 60 km về hướng đông bắc. Huyện cũng là nơi có cả hai đường quốc lộ chạy qua, đó là Quốc lộ 3 theo hướng đông bắc đi Cao Bằng và Quốc lộ 279 theo hướng đông đi Lạng Sơn và hướng tây đi Tuyên Quang. Nằm trên ranh giới với tỉnh Cao Bằng, trên Quốc lộ 3 là đèo Cao Bắc.

### Điều kiện tự nhiên

#### Địa hình
Ngân Sơn là một huyện miền núi, nằm ở trung tâm dãy núi Ngân Sơn một trong 4 dãy núi hình cánh cung đặc trưng của địa hình vùng Đông Bắc Việt Nam với các ngọn núi Khuổi Nhình (938m), ngọn Ngân Sơn (1.168 m).

#### Sông ngòi
Ngân Sơn là đầu nguồn của ba con sông nhỏ chảy theo ba hướng khác nhau: 
- Lên phía Bắc sang tỉnh Cao Bằng là các nhánh đầu nguồn dòng sông Bằng chảy sang Trung Quốc
- Sang phía Đông Nam là dòng Ngân Sơn đổ nước vào sông Bắc Giang, chi lưu của sông Kỳ Cùng chảy qua tỉnh Lạng Sơn sang Trung Quốc
- Sang phía Tây là dòng sông Năng góp nước cho hồ Ba Bể, rồi đổ vào sông Gâm một chi lưu của sông Lô.

### Khoáng sản
Trên địa bàn huyện có Mỏ vàng Pác Lạng thuộc hai xã Đức Vân và Thượng Quan, được khai thác từ đầu thế kỷ 19.

## Hành chính
Huyện Ngân Sơn có 10 đơn vị hành chính cấp xã trực thuộc, bao gồm 2 thị trấn: Vân Tùng (huyện lỵ), Nà Phặc và 8 xã: Bằng Vân, Cốc Đán, Đức Vân, Hiệp Lực, Thuần Mang, Thượng Ân, Thượng Quan, Trung Hòa.

## Lịch sử
Ngày 12 tháng 5 năm 1964, Bộ Nội vụ ban hành Quyết định số 150-NV. Theo đó:
- Đổi tên xã Liên Hiệp thành xã Lãng Ngâm
- Đổi tên xã Cao Thành thành xã Thiều Quan
- Đổi tên xã Đồng Minh thành xã Trung Hòa
- Đổi tên xã Hồng Thái thành xã Vân Tùng
- Đổi tên xã Long Bằng thành xã Thuần Mang
- Đổi tên xã Nỗ Lực thành xã Hương Nê
- Đổi tên xã Công Bằng thành xã Bằng Đức
- Đổi tên xã Thành Tâm thành xã Thượng Ân
- Đổi tên xã Lê Lợi thành xã Cốc Đán
- Đổi tên xã Chí Kiên thành xã Đức Vân.

Sau năm 1975, huyện Ngân Sơn thuộc tỉnh Bắc Thái, gồm 13 xã: Bằng Đức, Bằng Khẩu, Cốc Đán, Đức Vân, Hương Nê, Lãng Ngâm, Ngân Sơn, Thiều Quan, Thuần Mang, Thượng Ân, Thượng Quan, Trung Hòa và Vân Tùng.
Ngày 23 tháng 10 năm 1978, sáp nhập xã Ngân Sơn vào xã Vân Tùng.
Ngày 29 tháng 12 năm 1978, chuyển huyện Ngân Sơn về tỉnh Cao Bằng vừa được tái lập.
Ngày 16 tháng 1 năm 1979, hợp nhất xã Bằng Khẩu và xã Bằng Đức thành xã Bằng Vân.
Ngày 8 tháng 10 năm 1980, thành lập thị trấn Nà Phặc trên cơ sở toàn bộ diện tích và dân số của xã Thiều Quan cùng các bản: Cốc Pái, Nà Tỏ, Nà Kèng, Nà Làm, Nà Duồng, Nà Ma, Khuổi Tinh và Thâm Sang của xã Trung Hòa. Tuy nhiên, Nà Phặc không phải là thị trấn huyện lỵ huyện Ngân Sơn, trung tâm hành chính huyện đặt tại xã Vân Tùng.
Ngày 6 tháng 11 năm 1996, chuyển huyện Ngân Sơn về tỉnh Bắc Kạn vừa được tái lập.
Ngày 1 tháng 2 năm 2020, sáp nhập xã Hương Nê và xã Lãng Ngâm thành xã Hiệp Lực.
Ngày 10 tháng 4 năm 2023, thành lập Thị trấn Vân Tùng trên cơ sở toàn bộ diện tích tự nhiên và dân số của xã Vân Tùng.
Huyện Ngân Sơn có 2 thị trấn và 8 xã như hiện nay.